# Jan Błachowicz
Jan Maciej Błachowicz (polaco: [ˈjan bwaˈxɔvitʂ]; Cieszyn, Polonia; 24 de febrero de 1983) es un artista marcial mixto polaco que actualmente compite en la categoría de peso semipesado de Ultimate Fighting Championship (UFC), donde ha sido Campeón Mundial de Peso Semipesado de UFC. Siendo un competidor profesional desde 2007, también compitió en KSW, donde fue campeón de peso semipesado de KSW. Desde el 1 de abril de 2025, está en la posición #5 del ranking de peso semipesado de UFC.

## Primeros años
Al crecer en Cieszyn, Błachowicz comenzó a entrenar artes marciales -inicialmente judo a los nueve años- debido a la influencia de las películas de acción.

## Carrera de artes marciales mixtas

### KSW

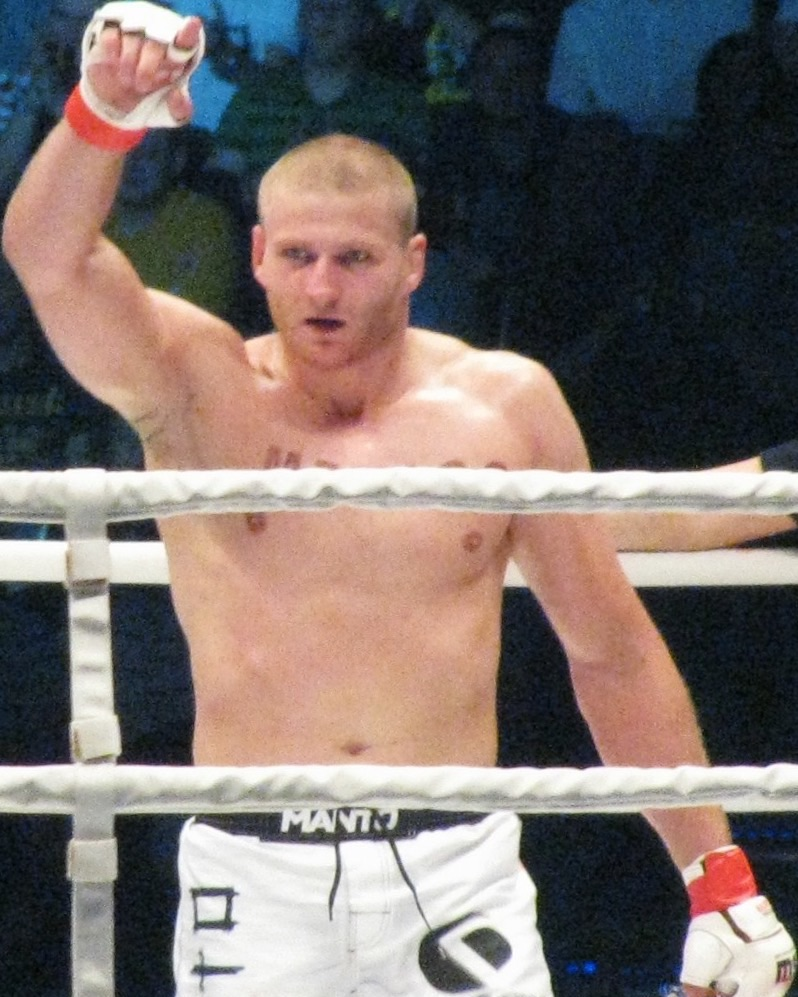
Jan Błachowicz en el ring celebrando la victoria con la mano derecha en el aire

Błachowicz participó en el torneo inaugural de KSW de <95 kg (209 lb) en la KSW 9. Derrotando a tres oponentes en una sola noche, Błachowicz pudo hacerse con la corona del torneo. Su primer rival fue Martin Zawada, al que derrotó por decisión unánime. Błachowicz fue capaz de derrotar a sus dos siguientes oponentes por sumisión, incluyendo al notable oponente Antoni Chmielewski.
Błachowicz pasó a derrotar a Christian M'Pumbu cuatro meses después por medio de un armbar, antes de derrotar al hasta entonces invicto Maro Perak en diciembre de 2008.
Buscando ampliar sus horizontes tras el exitoso año 2008, Błachowicz aceptó la invitación de Tomasz Drwal y se unió a él en el Throwdown Training Center de San Diego durante unos meses. Aceptó luchar temporalmente en el peso pesado, contra Lloyd Marshbanks bajo el estandarte de War Gods, pero el evento se canceló. A pesar de sufrir una grave lesión en la rodilla en julio, Błachowicz continuó su entrenamiento, ya que aceptó pelear "en algún lugar de México". Unas tres semanas después, su rodilla se reventó repentinamente en un entrenamiento al ejecutar un derribo. El ligamento cruzado anterior de su rodilla derecha quedó destruido, lo que hizo inevitable una reconstrucción de la rodilla tras su regreso a Polonia.

### Regreso a las MMA
Błachowicz tenía previsto su combate de reaparición en marzo contra Aleksandar Radosavljevic en WFC 10, pero decidió retirarse y fue sustituido por su compañero del KSW TEAM Antoni Chmielewski. Después de regresar finalmente de la lesión de rodilla y 17 meses de inactividad, Błachowicz entró en el segundo torneo de KSW <95 kg. Błachowicz tuvo que enfrentarse a dos oponentes en la misma noche. Su primer oponente fue el invicto brasileño Julio Brutus. Błachowicz fue capaz de noquear a Brutus con una combinación de patada alta y gancho de derecha a los 3:40 del primer asalto. En la semifinal, Błachowicz sometió a su compañero de entrenamiento, Wojciech Orłowski, con un estrangulamiento por detrás en el minuto 1:37.
Mientras tanto, Błachowicz aceptó un combate con pocos días de antelación contra Nikolai Onikienko y lo sometió en el segundo asalto.
Después se enfrentó a Daniel Tabera en la final del torneo de la KSW XIV, ganando por TKO en el segundo asalto y convirtiéndose de nuevo en el campeón del torneo de peso semipesado de la KSW.
A continuación, Błachowicz se enfrentó a Rameau Thierry Sokoudjou por el Campeonato vacante de peso semipesado de la KSW en la KSW XV. Perdió el combate por TKO, al no poder responder a la campana del tercer asalto debido a su pierna lesionada.
Błachowicz tuvo una revancha con Sokoudjou en la KSW XVII. Ganó el combate por decisión unánime y se convirtió en el nuevo campeón de peso semipesado de la KSW. Sus tres siguientes combates en KSW fueron contra Mario Miranda, Houston Alexander y Goran Reljic, y los tres los ganó por decisión unánime.

### Ultimate Fighting Championship

#### 2014
En enero de 2014, después de completar un récord de 17-3 en la escena europea, Błachowicz firmó un contrato para competir en la división de peso semipesado de UFC.
En su debut en UFC, Błachowicz enfrentó a Ilir Latifi el 4 de octubre de 2014 en UFC Fight Night 53. Ganó la pelea por TKO en el primer asalto.

#### 2015
Błachowicz enfrentó a Jimi Manuwa el 11 de abril de 2015 en UFC Fight Night 64. Perdió la pelea por decisión unánime.
Se esperaba que Błachowicz enfrentara a Anthony Johnson el 5 de septiembre de 2015, en UFC 191. Sin embargo, Johnson se retiró de la pelea el 30 de julio priorizando una pelea con Jimi Manuwa en el evento. A su vez, Błachowicz enfrentó a Corey Anderson en el mismo evento. Perdió la pelea por decisión unánime.

#### 2016
Błachowicz enfrentó a Igor Pokrajac el 10 de abril de 2016, en UFC Fight Night 86. Ganó la pelea por decisión unánime.
Błachowicz enfrentó a Alexander Gustafsson el 3 de septiembre de 2016, en UFC Fight Night 93. Perdió la pelea por decisión unánime.

#### 2017
Se esperaba que Błachowicz enfrentara a Ovince Saint Preux el 4 de febrero de 2017, en UFC Fight Night 104. Sin embargo, se retiró de la pelea el 21 de enero debido a una lesión y fue reemplazado por el debutante Volkan Oezdemir.
Błachowicz enfrentó a Patrick Cummins el 8 de abril de 2017, en UFC 210. Perdió la pelea por decisión mayoritaria.
Błachowicz enfrentó a Devin Clark el 21 de octubre de 2017, en UFC Fight Night 118. Ganó la pelea por sumisión en el segundo asalto. Esta victoria lo hizo merecedor de su primer premio de Actuación de la Noche.
Błachowicz enfrentó a Jared Cannonier el 16 de diciembre de 2017, en UFC on Fox 26. Ganó la pelea por decisión unánime.

#### 2018
Błachowicz enfrentó a Jimi Manuwa en una revancha el 17 de marzo de 2018, en UFC Fight Night 127. Ganó la pelea por decisión unánime. Esta pelea lo hizo merecedor de su primer premio de Pelea de la Noche.
Błachowicz enfrentó a Nikita Krylov el 15 de septiembre de 2018, en UFC Fight Night 136. Ganó la pelea por sumisión en el segundo asalto. Esta victoria lo hizo merecedor de su segundo premio de Actuación de la Noche.

#### 2019
Błachowicz enfrentó a Thiago Santos el 23 de febrero de 2019, en UFC Fight Night 145. Perdió la pelea por TKO en el tercer asalto.
Błachowicz enfrentó a Luke Rockhold el 6 de julio de 2019, en UFC 239. Ganó la pelea por KO en el segundo asalto. Esta victoria lo hizo merecedor de su tercer premio de Actuación de la Noche.
Błachowicz enfrentó a Ronaldo Souza el 16 de noviembre de 2019, en UFC Fight Night 164. Ganó la pelea por decisión dividida.

#### 2020
Błachowicz enfrentó a Corey Anderson en una revancha el 15 de febrero de 2020, en UFC Fight Night 167. Ganó la pelea por KO en el primer asalto. Esta victoria lo hizo merecedor de su cuarto premio de Actuación de la Noche.

##### Campeonato de Peso Semipesado de UFC
Błachowicz enfrentó a Dominick Reyes por el vacante Campeonato de Peso Semipesado de UFC el 27 de septiembre de 2020, en UFC 253. Ganó la pelea y el título por TKO en el segundo asalto. Esta victoria lo hizo merecedor de su quinto premio de Actuación de la Noche.
Błachowicz enfrentó al Campeón de Peso Mediano de UFC Israel Adesanya el 6 de marzo de 2021, en UFC 259. Ganó la pelea por decisión unánime, convirtiéndose en la primera persona en derrotar a Adesanya en artes marciales mixtas.
Se esperaba que Błachowicz hiciera su segunda defensa titular contra Glover Teixeira el 25 de septiembre de 2021, en UFC 266. Sin embargo, la pelea fue pospuesta y trasladada al 30 de octubre de 2021, en UFC 267. Perdió la pelea y el título por sumisión (rear-naked choke) en el segundo asalto.

#### 2022: Post Campeonato
Błachowicz estaba programado para enfrentar a Aleksandar Rakić el 26 de marzo de 2022, en UFC on ESPN 33. Sin embargo, a fines de enero, Błachowicz se retiró debido a una lesión y la pelea fue reprogramada para el 14 de mayo de 2022, en UFC on ESPN 36. Błachowicz ganó la pelea por TKO en el tercer asalto luego de que Rakić no pudiera continuar debido a una lesión en la rodilla.
Błachowicz enfrentó a Magomed Ankalaev por el Campeonato Vacante de Peso Semipesado de UFC el 10 de diciembre de 2022, en UFC 282. La pelea terminó en un empate dividido. 23 de 25 medios especializados le dieron la pelea a Ankalaev.

#### 2023
Blachowicz enfrentó al ex-Campeón Mundial de Peso Mediano de UFC Alex Pereira el 29 de julio de 2023, en UFC 291. Perdió la pelea por decisión dividida.

#### 2024
Błachowicz estaba programado para enfrentar a Aleksandar Rakić en una revancha el 20 de enero de 2024, en UFC 297. Sin embargo, Błachowicz se retiró de la pelea para someterse a una cirugía de hombro.

## Vida personal
Błachowicz es un amigo cercano del exluchador de UFC Tomasz Drwal, estaban entrenando juntos en el Throwdown Training Center en San Diego cuando sufrió su lesión en la rodilla en 2009. Hace algún tiempo se mudó a Varsovia con su novia, cambiando su club de toda la vida. Octagon Rybnik al club de Paweł Nastula . Ocasionalmente también entrena en Alliance MMA con nombres como Alexander Gustafsson, Phil Davis, Joey Beltran y Dominick Cruz.

## Campeonatos y logros
- Ultimate Fighting Championship
  - Campeonato Mundial de Peso Semipesado de UFC (Una vez)
    - Una defensa titular exitosa

  - Actuación de la Noche (Cinco veces) vs. Devin Clark, Nikita Krylov, Luke Rockhold, Corey Anderson y Dominick Reyes[70][71][72][73][74]
  - Pelea de la Noche (Una vez) vs. Jimi Manuwa[75]

- Konfrontacja Sztuk Walki
  - Campeonato de peso semipesado de KSW (una vez)
  - Dos exitosas defensas del título
  - Ganador del torneo de peso semipesado de KSW 2010
  - Ganador del torneo de peso semipesado de KSW 2008
  - Ganador del torneo de peso semipesado de KSW 2007
  - Pelea de la noche (tres veces)

## Récord en artes marciales mixtas
| Récord profesional | Récord profesional | Récord profesional |
| 41 peleas          | 29 victorias       | 11 derrotas        |
| ------------------ | ------------------ | ------------------ |
| Nocaut             | 9                  | 2                  |
| Sumisión           | 9                  | 2                  |
| Decisión           | 11                 | 7                  |
| Empates            | 1                  | 1                  |

| Resultado | Récord  | Oponente                 | Método                               | Evento                                     | Fecha                    | Ronda | Tiempo | Localización         | Notas                                                                        |
| --------- | ------- | ------------------------ | ------------------------------------ | ------------------------------------------ | ------------------------ | ----- | ------ | -------------------- | ---------------------------------------------------------------------------- |
| Derrota   | 29-11-1 | Carlos Ulberg            | Decisión (unánime)                   | UFC Fight Night: Edwards vs. Brady         | 22 de marzo de 2025      | 3     | 5:00   | Londres              |                                                                              |
| Derrota   | 29–10–1 | Alex Pereira             | Decisión (dividida)                  | UFC 291                                    | 29 de julio de 2023      | 3     | 5:00   | Salt Lake City, Utah |                                                                              |
| Empate    | 29–9–1  | Magomed Ankalaev         | Empate (dividido)                    | UFC 282                                    | 10 de diciembre de 2022  | 5     | 5:00   | Las Vegas, Nevada    | Por el Campeonato de Peso Semipesado de UFC.                                 |
| Victoria  | 29–9    | Aleksandar Rakić         | TKO (lesión de rodilla)              | UFC on ESPN: Błachowicz vs. Rakić          | 14 de mayo de 2022       | 3     | 1:11   | Las Vegas, Nevada    |                                                                              |
| Derrota   | 28–9    | Glover Teixeira          | Sumisión (rear-naked choke)          | UFC 267                                    | 30 de octubre de 2021    | 2     | 3:02   | Abu Dhabi            | Perdió el Campeonato de Peso Semipesado de UFC.                              |
| Victoria  | 28–8    | Israel Adesanya          | Decisión (unánime)                   | UFC 259                                    | 6 de marzo de 2021       | 5     | 5:00   | Las Vegas, Nevada    | Defendió el Campeonato de Peso Semipesado de UFC.                            |
| Victoria  | 27–8    | Dominick Reyes           | TKO (golpes)                         | UFC 253                                    | 27 de septiembre de 2020 | 2     | 4:36   | Abu Dabi             | Ganó el Campeonato Vacante de Peso Semipesado de UFC. Actuación de la Noche. |
| Victoria  | 26–8    | Corey Anderson           | KO (golpes)                          | UFC Fight Night: Anderson vs. Błachowicz 2 | 15 de febrero de 2020    | 1     | 3:08   | Rio Rancho           | Actuación de la Noche.                                                       |
| Victoria  | 25–8    | Ronaldo Souza            | Decisión (dividida)                  | UFC Fight Night: Błachowicz vs. Jacaré     | 16 de noviembre de 2019  | 5     | 5:00   | São Paulo            |                                                                              |
| Victoria  | 24–8    | Luke Rockhold            | KO (golpes)                          | UFC 239                                    | 6 de julio de 2019       | 2     | 1:39   | Las Vegas, Nevada    | Actuación de la Noche.                                                       |
| Derrota   | 23–8    | Thiago Santos            | TKO (golpes)                         | UFC Fight Night: Błachowicz vs. Santos     | 23 de febrero de 2019    | 3     | 0:39   | Praga                |                                                                              |
| Victoria  | 23–7    | Nikita Krylov            | Sumisión (arm-triangle choke)        | UFC Fight Night: Hunt vs. Oleinik          | 15 de septiembre de 2018 | 2     | 2:41   | Moscú                | Actuación de la Noche.                                                       |
| Victoria  | 22-7    | Jimi Manuwa              | Decisión (unánime)                   | UFC Fight Night: Werdum vs. Volkov         | 17 de marzo de 2018      | 3     | 5:00   | Londres              | Pelea de la Noche.                                                           |
| Victoria  | 21–7    | Jared Cannonier          | Decisión (unánime)                   | UFC on Fox: Lawler vs. dos Anjos           | 16 de diciembre de 2017  | 3     | 5:00   | Winnipeg             |                                                                              |
| Victoria  | 20–7    | Devin Clark              | Sumisión (standing rear-naked choke) | UFC Fight Night: Cerrone vs. Till          | 21 de octubre de 2017    | 2     | 3:02   | Gdańsk               | Actuación de la Noche.                                                       |
| Derrota   | 19–7    | Patrick Cummins          | Decisión (mayoritaria)               | UFC 210                                    | 8 de abril de 2017       | 3     | 5:00   | Buffalo              |                                                                              |
| Derrota   | 19–6    | Alexander Gustafsson     | Decisión (unánime)                   | UFC Fight Night: Arlovski vs. Barnett      | 3 de septiembre de 2016  | 3     | 5:00   | Hamburgo             |                                                                              |
| Victoria  | 19–5    | Igor Pokrajac            | Decisión (unánime)                   | UFC Fight Night: Rothwell vs. dos Santos   | 10 de abril de 2016      | 3     | 5:00   | Zagreb               |                                                                              |
| Derrota   | 18–5    | Corey Anderson           | Decisión (unánime)                   | UFC 191                                    | 5 de septiembre de 2015  | 3     | 5:00   | Las Vegas, Nevada    |                                                                              |
| Derrota   | 18–4    | Jimi Manuwa              | Decisión (unánime)                   | UFC Fight Night: Gonzaga vs. Cro Cop 2     | 11 de abril de 2015      | 3     | 5:00   | Cracovia             |                                                                              |
| Victoria  | 18–3    | Ilir Latifi              | TKO (patada al cuerpo y puñetazos)   | UFC Fight Night: Nelson vs. Story          | 4 de octubre de 2014     | 1     | 1:58   | Estocolmo            |                                                                              |
| Victoria  | 17–3    | Goran Reljić             | Decisión (unánime)                   | KSW 22: Tiempo del orgullo                 | 16 de marzo de 2013      | 3     | 5:00   | Varsovia             | Defendió el Campeonato de Peso Semipesado de KSW .                           |
| Victoria  | 16–3    | Houston Alexander        | Decisión (unánime)                   | KSW 20: Sinfonías de lucha                 | 15 de septiembre de 2012 | 3     | 5:00   | Gdańsk               | Defendió el Campeonato de Peso Semipesado de KSW .                           |
| Victoria  | 15–3    | Mario Miranda            | Decisión (unánime)                   | KSW 18: Condolencia inconclusa             | 25 de febrero de 2012    | 3     | 5:00   | Płock                | Pelea no-titular.                                                            |
| Victoria  | 14–3    | Rameau Thierry Sokoudjou | Decisión (unánime)                   | KSW 17: Venganza                           | 26 de noviembre de 2011  | 3     | 5:00   | Lódz                 | Ganó el Campeonato de Peso Semipesado de KSW .                               |
| Victoria  | 13–3    | Toni Valtonen            | Sumisión (rear-naked choke)          | KSW 16: Khalidov contra Lindland           | 21 de mayo de 2011       | 2     | 1:23   | Gdańsk               |                                                                              |
| Derrota   | 12–3    | Rameau Thierry Sokoudjou | TKO (lesión en la pierna)            | KSW 15: Gladiadores contemporáneos         | 19 de marzo de 2011      | 2     | 5:00   | Varsovia             | Por el Campeonato Vacante de Peso Semipesado de KSW .                        |
| Victoria  | 12–2    | Daniel Tabera            | TKO (golpes)                         | KSW 14: Día del Juicio Final               | 24 de septiembre de 2010 | 2     | 4:20   | Lódz                 | Ganó el torneo de peso semipesado KSW 2010.                                  |
| Victoria  | 11–2    | Nikolai Onikienko        | Sumisión (rear-naked choke)          | Mundial Absoluto FC                        | 24 de junio de 2010      | 2     | N / A  | Cheboksary           |                                                                              |
| Victoria  | 10–2    | Wojciech Orłowski        | Sumisión (rear-naked choke)          | KSW 13: Kumite                             | 7 de mayo de 2010        | 1     | 1:37   | Katowice             | Semifinal del torneo de peso semipesado de KSW 2010.                         |
| Victoria  | 9–2     | Julio Brutus             | KO (patada en la cabeza y puñetazo)  | KSW 13: Kumite                             | 7 de mayo de 2010        | 1     | 3:40   | Katowice             | Cuartos de final del torneo de peso semipesado de KSW 2010.                  |
| Victoria  | 8–2     | Maro Perak               | Sumisión (rear-naked choke)          | KSW 10: Dekalog                            | 12 de diciembre de 2008  | 2     | 1:51   | Varsovia             |                                                                              |
| Victoria  | 7–2     | Christian M'Pumbu        | Sumisión (armbar)                    | KSW Extra                                  | 13 de septiembre de 2008 | 2     | 3:12   | Dąbrowa Górnicza     |                                                                              |
| Victoria  | 6-2     | Aziz Karaoglu            | Sumisión (armbar)                    | KSW IX: Konfrontacja                       | 9 de mayo de 2008        | 1     | 4:13   | Varsovia             | Ganó el torneo de peso semipesado de KSW 2008.                               |
| Victoria  | 5–2     | Antoni Chmielewski       | Sumisión (armbar)                    | KSW IX: Konfrontacja                       | 9 de mayo de 2008        | 2     | 2:54   | Varsovia             | Semifinal del torneo de peso semipesado de KSW 2008.                         |
| Victoria  | 4-2     | Martín Zawada            | Decisión (unánime)                   | KSW IX: Konfrontacja                       | 9 de mayo de 2008        | 2     | 5:00   | Varsovia             | KSW 2008 cuartos de final del torneo de peso semipesado.                     |
| Derrota   | 3–2     | Andre Fyeet              | Sumisión (kimura)                    | KSW VIII: Konfrontacja                     | 10 de noviembre de 2007  | 1     | 1:57   | Varsovia             |                                                                              |
| Victoria  | 3–1     | Daniel Dowda             | TKO (rodilla y puñetazos)            | Eliminación de KSW 1                       | 15 de septiembre de 2007 | 1     | 1:35   | Breslavia            | Ganó el torneo de peso semipesado de KSW 2007.                               |
| Victoria  | 2–1     | Pawel Gasinski           | TKO (golpes)                         | Eliminación de KSW 1                       | 15 de septiembre de 2007 | 1     | 2:36   | Breslavia            | Semifinal del torneo de peso semipesado de KSW 2007.                         |
| Victoria  | 1–1     | Sebastián Olchawa        | Decisión (unánime)                   | Eliminación de KSW 1                       | 15 de septiembre de 2007 | 2     | 5:00   | Breslavia            | KSW 2007 Cuartos de final del torneo de peso semipesado.                     |
| Derrota   | 0-1     | Marcin Krysztofiak       | Decisión (unánime)                   | FCP 3: Khalidov contra Troeng              | 25 de febrero de 2007    | 2     | 5:00   | Poznań               |                                                                              |